# 佐藤信一
佐藤 信一（さとう しんいち、1961年12月19日 - ）は、日本の俳優。福島県出身。メタルヒーローシリーズの9作目及びレスキューポリスシリーズの1作目『特警ウインスペクター』の六角虎五郎役で有名。『ビーファイターカブト』のライジャ役は当初は佐藤が演じることになっていた。

## 出演

### テレビドラマ
- あぶない刑事 第33話、第44話（1987年、日本テレビ）
- ベイシティ刑事 第5話、第17話（1987年 - 1988年、テレビ朝日）
- 電脳警察サイバーコップ（日本テレビ）
- もっとあぶない刑事 第14話、第22話（1989年、日本テレビ）
- メタルヒーローシリーズ（テレビ朝日）
  - 特警ウインスペクター（1990年 - 1991年） - 六角虎五郎役
  - 特救指令ソルブレイン 第30話「神様はつらいよ」（1991年）
  - 特捜エクシードラフト 第1話「死の幼稚園バス」（1992年） - 氷室梅男役
  - 特捜ロボ ジャンパーソン 第8話「見た英雄（ニューヒーロー）の顔!!」（1993年） - マシンガン ジョー・鬼武錠役
  - ブルースワット（1994年 - 1995年） - ゾドー（人間態）役
- 徒然草・殺しの硯 美女が襲う兼好法師殺人絵図（テレビ東京）
- 太平記（1991年、NHK）
- 俺たちルーキーコップ 第10話「大奮闘」（1992年、TBS）
- 信長 KING OF ZIPANGU（1992年、NHK）
- 秀吉（1996年、NHK）
- ウルトラマンダイナ 第13話・第30話（1997年 - 1998年、TBS） - ミジー・ウドチェンコ役
  - ウルトラマンダイナ 帰ってきたハネジロー（2001年） - ミジー・ウドチェンコ役
- ウルトラマンガイア 第39話（1999年、TBS） - 強盗犯・菅原役
- ブースカ! ブースカ!! 第7話（1999年、テレビ東京） - 宇土野大木役
- チープ・ラブ 第5話（1999年、TBS）
- 新宿暴走救急隊 第6話（2000年、日本テレビ）

### 映画
- 極道の妻たち 最後の戦い（1990年）
- 修羅の伝説（1992年）
- 新極道の妻たち 覚悟しいや（1993年）
- 新極道の妻たち 惚れたら地獄（1994年）
- マルタイの女（1997年）